# Pulefälle
Die Pulefälle des nördlichen Luangwa, eines Nebenflusses des Kalungwishi, liegen in der Nordprovinz von Sambia. 
Über die 15 Meter hohen Fälle kann sehr viel Wasser stürzen. Sie liegen 24 Kilometer südöstlich von Mporokoso entfernt. 